# Siesta Key
Siesta Key és una concentració de població designada pel cens dels Estats Units a l'estat de Florida. Segons el cens del 2000 tenia 7.150 habitants.

## Demografia
Segons el cens del 2000, Siesta Key tenia 7.150 habitants, 3.783 habitatges, i 2.273 famílies. La densitat de població era de 1.205,5 habitants/km².
Dels 3.783 habitatges en un 9,9% hi vivien nens de menys de 18 anys, en un 54,9% hi vivien parelles casades, en un 3,7% dones solteres, i en un 39,9% no eren unitats familiars. En el 33,9% dels habitatges hi vivien persones soles el 17,9% de les quals corresponia a persones de 65 anys o més que vivien soles. El nombre mitjà de persones vivint en cada habitatge era d'1,89 i el nombre mitjà de persones que vivien en cada família era de 2,34.
Per edats la població es repartia de la següent manera: un 9% tenia menys de 18 anys, un 1,8% entre 18 i 24, un 15,6% entre 25 i 44, un 33,9% de 45 a 60 i un 39,6% 65 anys o més.
L'edat mediana era de 60 anys. Per cada 100 dones de 18 o més anys hi havia 88,9 homes.
La renda mediana per habitatge era de 66.397 $ i la renda mediana per família de 81.345 $. Els homes tenien una renda mediana de 55.240 $ mentre que les dones 32.263 $. La renda per capita de la població era de 53.290 $. Entorn del 3% de les famílies i el 4,4% de la població estaven per davall del llindar de pobresa.

## Poblacions més properes
El següent diagrama mostra les poblacions més properes.